# Liste der Autorenbeteiligungen von Ryan Tedder
Dies ist eine Übersicht über die Autorentätigkeiten (Musik/Text) des US-amerikanischen Musikers, Komponisten, Liedtexters und Musikproduzenten Ryan Tedder, der auch als Autor für seine Band OneRepublic tätig ist. Zu berücksichtigen ist, dass Hitmedleys, Remixe, Liveaufnahmen oder Neuaufnahmen des gleichen Interpreten nicht aufgeführt werden. Tätigkeiten als Komponist und/oder Liedtexter sind in der folgenden Tabelle zusammengefasst worden. In der letzten Spalte sind alle Namen zu lesen, die neben ihm beim Songwriting aktiv waren.

## Liste der Autorenbeteiligungen von Ryan Tedder
| Jahr | Titel                                  | Interpret                                    | Album                                                 | Weitere Autoren |
| ---- | -------------------------------------- | -------------------------------------------- | ----------------------------------------------------- | --- |
| 2005 | Divine                                 | t.A.T.u.                                     | Dangerous and Moving                                  | Kierszenbaum Martin |
| 2006 | Attention Please                       | Alias                                        | Step Up (Original Soundtrack)                         | |
| 2006 | Til Dawn                               | Earth, Wind and Fire                         | Step Up (Original Soundtrack)                         | Peter Cor, Bernard Taylor |
| 2006 | Philosophy                             | Josh Henderson & Ben Davis                   | Step Up (Original Soundtrack)                         | Justin Trugman |
| 2006 | Made                                   | Jamie Scott                                  | Step Up (Original Soundtrack)                         | |
| 2006 | Imma Shine                             | YoungBloodZ                                  | Step Up (Original Soundtrack)                         | Sean Paul Joseph, Jeffrey Grigsby, Michael Cook, Rick de Varona |
| 2006 | Strike                                 | Nikki Flores                                 | –                                                     | Nikki Flores Denise Pearson |
| 2006 | Dance                                  | Frankie J                                    | Priceless                                             | Francisco Javier Bautista, Michael Caren |
| 2006 | If He Can’t Be                         | Frankie J                                    | Priceless                                             | Francisco Javier Bautista, Steve Stevens, Michael Caren, William Broad |
| 2006 | Everything New                         | Natalie                                      | Love You So                                           | Natalie Alvardo, Richard Raymond Finch, Harry Wayne Casey |
| 2007 | Dip with You                           | Baby Bash                                    | Cyclone                                               | Ronald Bryant, Paula DeAnda, Erick Coomes, Angel Noa, Justin Trugman |
| 2007 | Thrill Is Gone                         | Baby Bash                                    | Cyclone                                               | Ronald Bryant |
| 2007 | Gypsy Woman                            | Hilary Duff                                  | Dignity                                               | Hilary Duff, Haylie Duff |
| 2007 | Break Anotha                           | Blake Lewis                                  | A.D.D                                                 | Blake Lewis, Louis Biancaniello, Sam Watters |
| 2007 | Gots to Get Her                        | Blake Lewis                                  | A.D.D                                                 | Blake Lewis, Irving Berlin, Steph Jones, Kristal Oliver |
| 2007 | Know My Name                           | Blake Lewis                                  | A.D.D                                                 | Blake Lewis, Wasalu Jaco, Josh Hoge |
| 2007 | Surrender                              | Blake Lewis                                  | A.D.D                                                 | Evan Bogart |
| 2007 | Hate 2 Love Her                        | Blake Lewis                                  | A.D.D                                                 | Blake Lewis |
| 2007 | End of the World                       | Blake Lewis                                  | A.D.D                                                 | Blake Lewis, Troy Johnson, Sam Watters, Louis Biancaniello, Jordan Omley, Michael J. Mani                                                                                     |
| 2007 | I Got U                                | Blake Lewis                                  | A.D.D                                                 | Blake Lewis |
| 2007 | Bleeding Love                          | Leona Lewis                                  | Spirit                                                | Jesse McCartney |
| 2007 | Take a Bow                             | Leona Lewis                                  | Spirit                                                | Sam Watters, Louis Biancaniello, Wayne Wilkins |
| 2007 | Do It Well                             | Jennifer Lopez                               | Brave                                                 | Leonard Caston, Jr., Frank Wilson, Anita Poree |
| 2007 | Say (All I Need)                       | OneRepublic                                  | Dreaming Out Loud                                     | Drew Brown, Zach Filkins, Eddie Fisher, Brent Kutzle |
| 2007 | Mercy                                  | OneRepublic                                  | Dreaming Out Loud                                     | Drew Brown |
| 2007 | Stop and Stare                         | OneRepublic                                  | Dreaming Out Loud                                     | Drew Brown Zach Filkins, Eddie Fisher, Tim Myers |
| 2007 | Apologize                              | OneRepublic                                  | Dreaming Out Loud                                     | |
| 2007 | Goodbye, Apathy                        | OneRepublic                                  | Dreaming Out Loud                                     | |
| 2007 | All Fall Down                          | OneRepublic                                  | Dreaming Out Loud                                     | Drew Brown, Zach Filkins, Eddie Fisher, Brent Kutzle |
| 2007 | Tyrant                                 | OneRepublic                                  | Dreaming Out Loud                                     | Drew Brown, Zach Filkins |
| 2007 | Prodigal                               | OneRepublic                                  | Dreaming Out Loud                                     | Jerrod Bettis, Drew Brown, Zach Filkins, Tim Myers |
| 2007 | Won’t Stop                             | OneRepublic                                  | Dreaming Out Loud                                     | Drew Brown, Zach Filkins, Eddie Fisher, Brent Kutzle |
| 2007 | All We Are                             | OneRepublic                                  | Dreaming Out Loud                                     | Tim Myers |
| 2007 | Someone to Save You                    | OneRepublic                                  | Dreaming Out Loud                                     | Eddie Fisher, Tim Myers |
| 2007 | Come Home                              | OneRepublic                                  | Dreaming Out Loud                                     | |
| 2007 | He Said She Said                       | Ashley Tisdale                               | Headstrong                                            | Evan Bogart, Jonathan Rotem |
| 2007 | Gonna Be Alright                       | Shayne Ward                                  | Breathless                                            | |
| 2007 | Tell Him                               | Shayne Ward                                  | Breathless                                            | Justin Trugman, Kotecha, Ashraf Jannusi |
| 2008 | On My Way Here                         | Clay Aiken                                   | On My Way Here                                        | Hunter Davis, Chris Faulk |
| 2008 | Amnesia                                | Dima Bilan                                   | Believe                                               | |
| 2008 | Love Like This                         | Natasha Bedingfield                          | Pocketful of Sunshine                                 | Natasha Bedingfield, Louis Biancaniello, Rico Love, Sam Watters, Wayne Wilkins, Kisean Anderson                                                                               |
| 2008 | Halo                                   | Beyoncé                                      | I Am … Sasha Fierce                                   | Beyoncé Knowles, Evan Bogart |
| 2008 | Reach Out                              | Hilary Duff                                  | Best of Hilary Duff                                   | Martin Gore, Evan Bogart, Mika Guillory |
| 2008 | Holiday                                | Hilary Duff                                  | Best of Hilary Duff                                   | Hilary Duff, Haylie Duff |
| 2008 | If You Wanna                           | Jada                                         | –                                                     | Chantelle Paige |
| 2008 | Karma                                  | NLT                                          | –                                                     | Marques Houston, Evan Bogart |
| 2008 | Strike the Match                       | Monrose                                      | I Am                                                  | Deborah Epstein |
| 2008 | How Does It Feel                       | Stanfour                                     | Wild Life                                             | Alexander Rethwisch, Konstantin Rethwisch |
| 2008 | Future Love                            | Varsity Fanclub                              | –                                                     | |
| 2009 | Contradiction                          | Backstreet Boys                              | This Is Us                                            | Howie Dorough |
| 2009 | Undone                                 | Backstreet Boys                              | This Is Us                                            | Troy Johnson, Josh Hoge |
| 2009 | Amnesia                                | Dima Bilan                                   | Believe                                               | Jesse McCartney, James David Washington |
| 2009 | Already Gone                           | Kelly Clarkson                               | All I Ever Wanted                                     | Kelly Clarkson |
| 2009 | If I Can’t Have You                    | Kelly Clarkson                               | All I Ever Wanted                                     | Kelly Clarkson |
| 2009 | Save You                               | Kelly Clarkson                               | All I Ever Wanted                                     | Aimée Proal |
| 2009 | Impossible                             | Kelly Clarkson                               | All I Ever Wanted                                     | Kelly Clarkson |
| 2009 | Tip of My Tongue                       | Kelly Clarkson                               | All I Ever Wanted                                     | Kelly Clarkson |
| 2009 | Never Far Away                         | Chris Cornell                                | Scream                                                | Chris Cornell, Timothy Mosley, Jerome Harmon, James Washington, Ezekiel Lewis, Balewa Muhammed                                                                                |
| 2009 | Long Gone                              | Chris Cornell                                | Scream                                                | Chris Cornell, Timothy Mosley, Ezekiel Lewis, Jerome Harmon, Patrick Smith, Blewa Muhammed                                                                                    |
| 2009 | Enemy                                  | Chris Cornell                                | Scream                                                | Chris Cornell, Timothy Mosley, Jerome Harmon, James Washington, Ezekiel Lewis, Balewa Muhammed, Johnkenun Spivery                                                             |
| 2009 | Other Side of Town                     | Chris Cornell                                | Scream                                                | Chris Cornell, Timothy Mosley, Jerome Harmon, James Washington |
| 2009 | Climbing Up the Walls                  | Chris Cornell                                | Scream                                                | Chris Cornell, Timothy Mosley, Jerome Harmon, James Washington |
| 2009 | Ordinary Girl                          | Chris Cornell                                | Scream                                                | Chris Cornell, Timothy Mosley, Jerome Harmon, James Washington |
| 2009 | Do Me Wrong                            | Chris Cornell                                | Scream                                                | Chris Cornell, Timothy Mosley, Jerome Harmon, James Fauntleroy, Evan Bogart                                                                                                   |
| 2009 | Stop Me                                | Chris Cornell                                | Scream                                                | Chris Cornell, Timothy Mosley, Jerome Harmon, James Fauntleroy, Evan Bogart                                                                                                   |
| 2009 | Future Love                            | Kristinia DeBarge                            | Exposed                                               | Evan Bogart |
| 2009 | Speak Up                               | Kristinia DeBarge                            | Exposed                                               | Evan Bogart |
| 2009 | Victim                                 | Esmée Denters                                | Outta Here                                            | Esmée Denters |
| 2009 | Sleepwalker                            | Adam Lambert                                 | For Your Entertainment                                | Aimee Mayo, Chris Lindsey |
| 2009 | Master Plan                            | Adam Lambert                                 | For Your Entertainment                                | David Jost, Dave Roth, Pat Benzner |
| 2009 | Love or Torture                        | Blake Lewis                                  | Heartbreak on Vinyl                                   | Blake Lewis |
| 2009 | Happy                                  | Leona Lewis                                  | Echo                                                  | Leona Lewis, Evan Bogart |
| 2009 | You Don’t Care                         | Leona Lewis                                  | Echo                                                  | Leona Lewis |
| 2009 | Lost Then Found                        | Leona Lewis                                  | Echo                                                  | Leona Lewis, Jess Cates, Lindy Robbins, Dan Muckala |
| 2009 | Please Don’t Stop the Rain             | James Morrison                               | Songs for You, Truths for Me                          | James Morrison |
| 2009 | Made for You                           | OneRepublic                                  | Waking Up                                             | Brent Kutzle |
| 2009 | All the Right Moves                    | OneRepublic                                  | Waking Up                                             | |
| 2009 | Secrets                                | OneRepublic                                  | Waking Up                                             | |
| 2009 | Everybody Loves Me                     | OneRepublic                                  | Waking Up                                             | Brent Kutzle |
| 2009 | Missing Persons 1 and 2                | OneRepublic                                  | Waking Up                                             | |
| 2009 | Good Life                              | OneRepublic                                  | Waking Up                                             | Brent Kutzle, Noel Zancanella, Eddie Fisher |
| 2009 | All This Time                          | OneRepublic                                  | Waking Up                                             | Brent Kutzle |
| 2009 | Fear                                   | OneRepublic                                  | Waking Up                                             | |
| 2009 | Waking Up                              | OneRepublic                                  | Waking Up                                             | Drew Brown |
| 2009 | Marchin On                             | OneRepublic                                  | Waking Up                                             | |
| 2009 | Lullaby                                | OneRepublic                                  | Waking Up                                             | Brent Kutzle |
| 2009 | Whatever Happens                       | The Pussycat Dolls                           | –                                                     | |
| 2009 | Battlefield                            | Jordin Sparks                                | Battlefield                                           | Wayne Wilkins, Sam Watters, Louis Biancaniello |
| 2009 | This Ain't Goodbye                     | Train                                        | Save Me, San Francisco                                | Pat Monahan |
| 2009 | Shadows                                | Westlife                                     | Where We Are                                          | A. J. McLean |
| 2009 | Where We Are                           | Westlife                                     | Where We Are                                          | Savan Kotecha |
| 2010 | Strip Me                               | Natasha Bedingfield                          | Strip Me                                              | Natasha Bedingfield, Wayne Wilkins |
| 2010 | Neon Lights                            | Natasha Bedingfield                          | Strip Me                                              | Natasha Bedingfield, Wayne Wilkins |
| 2010 | So Far Gone                            | James Blunt                                  | Some Kind of Trouble                                  | James Blunt, Steve Robson |
| 2010 | Stay the Night                         | James Blunt                                  | Some Kind of Trouble                                  | James Blunt, Steve Robson |
| 2010 | Automatic                              | Burnham                                      | Almost Famous                                         | Jerrod Michael Bettis, Nicholas Michael Furlong |
| 2010 | Catch Me If You Can                    | Burnham                                      | Almost Famous                                         | Noel Zancanella |
| 2010 | I Did It for You                       | Charice                                      | Charice                                               | Niclas Molinder, Joacim Persson, Johan Alkenäs |
| 2010 | Obsession                              | Sky Ferreira                                 | –                                                     | Sky Ferreira, Jerrod Bettis, Justin Franks |
| 2010 | City Lights                            | Nikki Flores                                 | –                                                     | Nikki Flores, Noel Zancanella, Steve Perry, Neal Schon |
| 2010 | Just a Guy                             | BC Jean                                      | –                                                     | Brittany Jean Carlson |
| 2010 | Sinner or a Saint                      | Tamar Kaprelian                              | Sinner or a Saint                                     | Brent Kutzle, Tamar Kaprelian |
| 2010 | Tonight Tonight                        | Rascal Flatts                                | Nothing Like This                                     | Gary LeVox, Chris Lindsey, Aimee Mayo |
| 2010 | Luó Shēng Mén                          | Show Lo                                      | Rashomon                                              | Chen Zhenchuan, Troy „Radio“ Johnson |
| 2010 | Life Without You                       | Stanfour feat. Esmée Denters                 | Rise and Fall                                         | |
| 2010 | Love Left to Lose                      | Sons of Sylvia                               | Revelations                                           | Ashley Clark |
| 2010 | Thank You for the Heartbreak           | Sugababes                                    | Sweet 7                                               | Mikkel Eriksen, Tor Erik Hermansen, Claude Kelly |
| 2010 | Unbroken                               | Stan Walker                                  | From the Inside Out                                   | |
| 2011 | Rumour Has It                          | Adele                                        | 21                                                    | Adele Adkins |
| 2011 | Turning Tables                         | Adele                                        | 21                                                    | Adele Adkins |
| 2011 | Music Sounds Better with U             | Big Time Rush                                | Elevate                                               | Big Time Rush, Thomas Bangalter, Benjamin Cohen, Brent Kutzle, Eric Bellinger, Frank Musker, Noel Zancanella, Alain Quême, Dominic Bugatti                                    |
| 2011 | #1Nite (One Night)                     | Cobra Starship                               | Night Shades                                          | Gabe Saporta, Brent Kutzle |
| 2011 | 1,000 Lights                           | Javier Colon                                 | Come Through For You                                  | Brent Kutzle, Noel Zancanella, Leona Lewis |
| 2011 | The Last Goodbye                       | David Cook                                   | This Loud Morning                                     | David Cook |
| 2011 | Not Over You                           | Gavin DeGraw                                 | Sweeter                                               | Gavin DeGraw |
| 2011 | Sweeter                                | Gavin DeGraw                                 | Sweeter                                               | Gavin DeGraw |
| 2011 | Speak Up                               | Thomas Fiss                                  | RT - EP                                               | |
| 2011 | Gravity                                | Thomas Fiss                                  | RT - EP                                               | |
| 2011 | You Don’t Care                         | Thomas Fiss                                  | RT - EP                                               | |
| 2011 | Ice                                    | Thomas Fiss                                  | RT - EP                                               | |
| 2011 | Shadows                                | Thomas Fiss                                  | RT - EP                                               | |
| 2011 | My Name Is Kay                         | Kay                                          | –                                                     | My Name Is Kay, Evan Bogart, Noel Zancanella |
| 2011 | Who’s That Boy                         | Demi Lovato feat. Dev                        | Unbroken                                              | Noel Zancanella, Devin Tailes |
| 2011 | I Remember Me                          | Jennifer Hudson                              | I Remember Me                                         | Jennifer Hudson |
| 2011 | Got 2 Luv U                            | Sean Paul feat. Alexis Jordan                | Tomahawk Technique                                    | Sean Paul Henriques, Mikkel Eriksen, Tor Erik Hermansen |
| 2011 | I Am Woman                             | Jordin Sparks                                | –                                                     | Ali Pierre, Dean Josiah |
| 2011 | The World I Knew                       | Jordin Sparks                                | –                                                     | Josiah Dean |
| 2011 | Is This All                            | Vanness Wu                                   | C'est La V                                            | |
| 2012 | So Good                                | B.o.B                                        | Strange Clouds                                        | Bobby Simmons, Brent Kutzle |
| 2012 | Never Let You Go                       | B.o.B                                        | Strange Clouds                                        | Bobby Simmons, Noel Zancanella |
| 2012 | Castles                                | B.o.B                                        | Strange Clouds                                        | Bobby Simmons, Jr., Noel Zancanella, Tremaine Neverson |
| 2012 | Brighter Than the Sun                  | Colbie Caillat                               | All of You                                            | Colbie Caillat |
| 2012 | Favorite Song                          | Colbie Caillat                               | All of You                                            | Colbie Caillat, Lonnie Rashid Lynn, Jr. |
| 2012 | Ordinary Man                           | Altiyan Childs                               | –                                                     | Nicholas Furlong |
| 2012 | Better                                 | K’naan                                       | Country, God or the Girl                              | Noel Zancanella, Brent Kutzle, Keinan Abdi Warsame, Chris Martin, Will Champion, Jonny Buckland, Guy Berryman                                                                 |
| 2012 | Hurt Me Tomorrow                       | K’naan                                       | Country, God or the Girl                              | Keinan Abdi Warsame, Evan Bogart, Noel Zancanella |
| 2012 | Favourite Scar                         | Leona Lewis                                  | Glassheart                                            | Leona Lewis, Noel Zancanella, Roland Orzabal, Curt Smith |
| 2012 | Glassheart                             | Leona Lewis                                  | Glassheart                                            | Leona Lewis, Brent Kutzle, Noel Zancanella, Justin Franks, Fis Shkreli, Peter Svensson                                                                                        |
| 2012 | Lucky Strike                           | Maroon 5                                     | Overexposed                                           | Adam Levine, Noel Zancanella |
| 2012 | Love Somebody                          | Maroon 5                                     | Overexposed                                           | Adam Levine, Noel Zancanella, Nathaniel Motte |
| 2012 | The Fighter                            | Gym Class Heroes feat. Ryan Tedder           | The Papercut Chronicles II                            | Travie McCoy, Disashi Lumumba-Kasongo, Eric Roberts, Matt McGinley, Noel Zancanella, Jamie Heffernan                                                                          |
| 2012 | Coming Home                            | Ramin Karimloo                               | Ramin                                                 | Greg Wells |
| 2012 | Strangers                              | Kay                                          | My Name Is Kay EP                                     | My Name Is Kay, Evan Bogart, Terrence Thorton, Noel Zancanella |
| 2012 | Diddy Dum                              | Kay                                          | –                                                     | My Name Is Kay, Evan Bogart, Noel Zancanella |
| 2012 | Touch Me                               | Katharine McPhee                             | The Music of Smash                                    | Bonnie McKee |
| 2012 | Here With You                          | Asher Monroe                                 |                                                       | Asher Monroe |
| 2012 | Let Go                                 | SafetySuit                                   | These Times                                           | Douglas Brown |
| 2012 | Good in Goodbye                        | Carrie Underwood                             | Blown Away                                            | Carrie Underwood, Hillary Lindsey |
| 2012 | Satellite                              | The Wanted                                   | Word of Mouth                                         | Noel Zancanella, Ciara Cleary, Evan Bogart |
| 2013 | L.A. Story                             | Sammy Adams feat. Mike Posner                | –                                                     | Sammy Adams, Mike Posner, Noel Zancanella |
| 2013 | We Remain                              | Christina Aguilera                           | The Hunger Games: Catching Fire                       | Brent Kutzle, Mikky Ekko |
| 2013 | XO                                     | Beyoncé                                      | Beyoncé                                               | Beyoncé Knowles, Terius Nash |
| 2013 | Wings                                  | Birdy                                        | Fire Within                                           | Jasmine van den Bogaerde |
| 2013 | Words as Weapons                       | Birdy                                        | Fire Within                                           | Jasmine van den Bogaerde |
| 2013 | Bonfire Heart                          | James Blunt                                  | Moon Landing                                          | James Blunt |
| 2013 | Hold On                                | Colbie Caillat                               | –                                                     | Colbie Caillat |
| 2013 | Finest Hour                            | Gavin DeGraw                                 | Make a Move                                           | Gavin DeGraw |
| 2013 | Need                                   | Gavin DeGraw                                 | Make a Move                                           | Gavin DeGraw |
| 2013 | Love Don’t Die                         | The Fray                                     | Helios                                                | Isaac Slade, Joe King |
| 2013 | Heart Hypnotic                         | Delta Goodrem                                | –                                                     | Delta Goodrem, Noel Zancanella, Justin Franks, Parker Ighile, Vince Pizzinga                                                                                                  |
| 2013 | Burn                                   | Ellie Goulding                               | Halcyon                                               | Ellie Goulding, Greg Kurstin, Noel Zancanella, Brent Kutzle |
| 2013 | Neon Lights                            | Demi Lovato                                  | Demi                                                  | Demi Lovato, Mario Marchetti, Tiffany Vartanyan, Noel Zancanella |
| 2013 | Right Now                              | One Direction                                | Midnight Memories                                     | Liam Payne, Harry Styles, Louis Tomlinson |
| 2013 | Counting Stars                         | OneRepublic                                  | Native                                                | |
| 2013 | If I Lose Myself                       | OneRepublic                                  | Native                                                | Benjamin Levine, Brent Kutzle, Zach Filkins |
| 2013 | Feel Again                             | OneRepublic                                  | Native                                                | Brent Kutzle, Drew Brown, Noel Zancanella |
| 2013 | What You Wanted                        | OneRepublic                                  | Native                                                | Brent Kutzle |
| 2013 | I Lived                                | OneRepublic                                  | Native                                                | Noel Zancanella |
| 2013 | Light It Up                            | OneRepublic                                  | Native                                                | Brent Kutzle |
| 2013 | Can’t Stop                             | OneRepublic                                  | Native                                                | Jeff Bhasker, Tyler Sam Johnson |
| 2013 | Au Revoir                              | OneRepublic                                  | Native                                                | Brent Kutzle |
| 2013 | Burning Bridges                        | OneRepublic                                  | Native                                                | Brent Kutzle |
| 2013 | Something I Need                       | OneRepublic                                  | Native                                                | Benjamin Levine |
| 2013 | Preacher                               | OneRepublic                                  | Native                                                | Brent Kutzle |
| 2013 | Don’t Look Down                        | OneRepublic                                  | Native                                                | Brent Kutzle |
| 2013 | Can’t Help                             | Parachute                                    | Overnight                                             | Will Anderson, Orel Yoel |
| 2014 | Tumbling Down                          | Tessanne Chin                                | Count on My Love                                      | Noel Zancanella, Maureen McDonald, Edwin Serrano |
| 2014 | Why Try                                | Ariana Grande                                | My Everything                                         | Benjamin Levine, Ammar Malik, Noel Zancanella |
| 2014 | Ghost                                  | Ella Henderson                               | Chapter One                                           | Ella Henderson, Noel Zancanella |
| 2014 | Maps                                   | Maroon 5                                     | V                                                     | Adam Levine, Benjamin Levine, Ammar Malik, Noel Zancanella |
| 2014 | New Love                               | Maroon 5                                     | V                                                     | Adam Levine, Noel Zancanella |
| 2014 | Seasons                                | Olly Murs                                    | Never Been Better                                     | Ammar Malik, Noel Zancanella |
| 2014 | 36                                     | Redlight                                     | –                                                     | Lotti Benardout |
| 2014 | Love Runs Out                          | OneRepublic                                  | Native (Re-Release)                                   | Brent Kutzle, Drew Brown, Zach Filkins, Eddie Fisher |
| 2014 | Flares                                 | The Script                                   | No Sound Without Silence                              | Danny O’Donoghue, Mark Sheehan, James Barry |
| 2014 | Baby Don’t Lie                         | Gwen Stefani                                 | –                                                     | Gwen Stefani, Benjamin Levine, Noel Zancanella |
| 2014 | I Know Places                          | Taylor Swift                                 | 1989                                                  | Taylor Swift |
| 2014 | Welcome to New York                    | Taylor Swift                                 | 1989                                                  | Taylor Swift |
| 2015 | Remedy                                 | Adele                                        | 25                                                    | Adele Adkins |
| 2015 | Love You Crazy                         | Mikky Ekko                                   | Time                                                  | Mikky Ekko, Noel Zancanella |
| 2015 | Loner                                  | Mikky Ekko                                   | Time                                                  | Mikky Ekko, Noel Zancanella |
| 2015 | Keep On Dancing                        | Ellie Goulding                               | Delirium                                              | Ellie Goulding, Nicole Morier, Noel Zancanella |
| 2015 | Wildfire                               | Demi Lovato                                  | Confident                                             | Nicole Morier, Mikkel S. Eriksen, Tor Hermansen |
| 2015 | Stranger Than Fiction                  | Katharine McPhee                             | Hysteria                                              | Katharine McPhee, Smith Carlson, Ali Tamposi |
| 2015 | Trust You                              | Rob Thomas                                   | The Great Unknown                                     | Rob Thomas, Noel Zancanella |
| 2015 | Pierre                                 | Ryn Weaver                                   | The Fool                                              | Ryn Weaver, Michael Angelakos, Benjamin Levin |
| 2015 | I Want You to Know                     | Zedd feat. Selena Gomez                      | True Colors                                           | Anton Zaslavski, Kevin Nicholas Drew |
| 2016 | The Missing                            | Cassius                                      | Ibifornia                                             | Cassius, Jaw |
| 2016 | I Don’t Care                           | Ariana Grande                                | Dangerous Woman                                       | Thomas Brown, Travis Sayles, Steven Franks, Mike Foster, Victoria McCants |
| 2016 | Let’s Hurt Tonight                     | OneRepublic                                  | Oh My My                                              | Noel Zancanella |
| 2016 | Future Looks Good                      | OneRepublic                                  | Oh My My                                              | Brent Kutzle |
| 2016 | Oh My My (feat. Cassius)               | OneRepublic                                  | Oh My My                                              | Brent Kutzle, Noel Zancanella |
| 2016 | Kids                                   | OneRepublic                                  | Oh My My                                              | Brent Kutzle, Brandon Michael Collins, Steve Wilmot |
| 2016 | Dream                                  | OneRepublic                                  | Oh My My                                              | Brent Kutzle, Noel Zancanella |
| 2016 | Choke                                  | OneRepublic                                  | Oh My My                                              | Noel Zancanella |
| 2016 | A.I. (feat. Peter Gabriel)             | OneRepublic                                  | Oh My My                                              | Peter Gabriel, Brent Kutzle, Steve Wilmot, |
| 2016 | Better                                 | OneRepublic                                  | Oh My My                                              | Brent Kutzle, Steve Wilmot, WilmotJames Dzuris, Joseph Dzuris |
| 2016 | Born                                   | OneRepublic                                  | Oh My My                                              | Benny Blanco, Brent Kutzle, Noel Zancanella, Benjamin LevinAmmar Malik |
| 2016 | Fingertips                             | OneRepublic                                  | Oh My My                                              | Benny Levin, LevinRomy, Madley Croft |
| 2016 | Human                                  | OneRepublic                                  | Oh My My                                              | Noel Zancanella |
| 2016 | Lift Me Up                             | OneRepublic                                  | Oh My My                                              | Brent Kutzle |
| 2016 | NbHD (feat. Santigold)                 | OneRepublic                                  | Oh My My                                              | Brent Kutzle, James Dzuris, Brown, Santi White |
| 2016 | Wherever I Go                          | OneRepublic                                  | Oh My My                                              | Brent Kutzle, Noel Zancanella |
| 2016 | All These Things                       | OneRepublic                                  | Oh My My                                              | Noel Zancanella |
| 2016 | Heaven                                 | OneRepublic                                  | Oh My My                                              | Brent Kutzle |
| 2016 | Colors                                 | OneRepublic                                  | Oh My My                                              | Brent Kutzle, Noel Zancanella, Eddie Fisher |
| 2016 | The Less I Know                        | OneRepublic                                  | Oh My My                                              | Zach Filkins |
| 2016 | Faith (feat. Ariana Grande)            | Stevie Wonder                                | Sing: OST                                             | Benjamin Levin |
| 2017 | Happier                                | Ed Sheeran                                   | ÷                                                     | Benny Blanco |
| 2017 | No Vacancy                             | OneRepublic                                  | –                                                     | Tor Erik Hermansen, Mikkel Storleer Eriksen, Brent Kutzle, Drew Brown, Zach Filkins                                                                                           |
| 2017 | Most Girls                             | Hailee Steinfeld                             | –                                                     | Hailee Steinfeld, „Tim One Love“ Sommers, Zach Skelton, Asia Whiteacre, Jeremy „Kinetics“ Dussolliet                                                                          |
| 2017 | It’s You                               | Molly Kate Kestner                           |                                                       | Molly Kate Kestner |
| 2017 | Truth To Power                         | OneRepublic                                  |                                                       | |
| 2017 | Super Far                              | LANY                                         | LANY                                                  | Charles Priest, Jake Goss, Paul Klein |
| 2017 | Rich Love                              | OneRepublic & SeeB                           | –                                                     | Brent Kutzle, Simen Eriksrud, Espen Berg, Niklas Strandbråten |
| 2017 | Selfish Love                           | Jessie Ware                                  | Glasshouse                                            | Ross Golan, Ammar Malik, Benny Blanco, Cashmere Cat, Happy Perez |
| 2017 | Labels                                 | Rachel Platten                               | Waves                                                 | Rachel Platten, Zach Skelton |
| 2017 | Stranger Things                        | Kygo feat. OneRepublic                       | Kids in Love                                          | Kyrre Gørvell-Dahll, Casey Smith |
| 2018 | Into It                                | Camila Cabello                               | Camila                                                | Camila Cabello, Frank Dukes, Louis Bell, Kaan Gunesberk, Justin Tranter |
| 2018 | Ain’t Easy                             | Elijah Woods x Jamie Fine                    | –                                                     | Camila Cabello, Zach Skelton |
| 2018 | Don’t Stay                             | X Ambassadors                                | –                                                     | Casey Harris, Sam Harris, Adam Levine, Zach Skelton |
| 2018 | Particular Taste                       | Shawn Mendes                                 | Shawn Mendes                                          | Shawn Mendes, Zach Skelton |
| 2018 | Fuh You                                | Paul McCartney                               | Egypt Station                                         | Paul McCartney |
| 2019 | Bring U Down                           | Lil Nas X                                    | 7                                                     | Montero Lamar Hill, Zach Skelton |
| 2019 | Chances                                | Backstreet Boys                              | DNA                                                   | Shawn Mendes, Zach Skelton, Scott Harris, Geoff Warburton, Francis Zamir, Fiona Bevan, Casey Smith                                                                            |
| 2019 | Sucker                                 | Jonas Brothers                               | Happiness Begins                                      | Nick Jonas, Joe Jonas, Kevin Jonas |
| 2019 | Cool                                   | Jonas Brothers                               | Happiness Begins                                      | Nick Jonas, Joe Jonas, Kevin Jonas |
| 2019 | Rollercoaster                          | Jonas Brothers                               | Happiness Begins                                      | Casey Smith, Jonas Jeberg, Michael Pollack, Zach Skelton |
| 2019 | Can We Pretend                         | Pink feat. Cash Cash                         | Hurts 2B Human                                        | Alecia Moore, Jean Makhlouf, Alexander Makhlouf, Samuel Frisch |
| 2019 | Rescue Me                              | OneRepublic                                  | Human                                                 | Brent Kutzle |
| 2019 | Wanted                                 | OneRepublic                                  | Human                                                 | Casey Smith, Brent Kutzle, Zach Skelton, Tyler Spry |
| 2019 | Somebody to Love                       | OneRepublic                                  | Human                                                 | Brent Kutzle, Shane McAnally, Ester Dean, Andrew Wells, Andrew DeRoberts, JT Roach, Jintae Ko                                                                                 |
| 2019 | That Old Truck                         | Thomas Rhett                                 | Center Point Road                                     | Thomas Rhett, Julian Bunetta, Kamron Kimbro |
| 2019 | Beer Can‘t Fix                         | Thomas Rhett feat, Jon Pardi                 | Center Point Road                                     | Thomas Rhett, Julian Bunetta, Zach Skelton |
| 2019 | Solo Quiero (Somebody to Love)         | Leona Lewis, Cali y El Dandee and Juan Magán | –                                                     | Alejandro Rengifo, Alessando Calemme, Andrés Torres, Ester Dean, Juan Magán, Leona Lewis, Matthew Fonson, Mauricio Rengifo, Rosalyn Athalie Chivonne Lockhart, Shane McAnally |
| 2019 | Cry for Me                             | Camila Cabello                               | Romance                                               | Camila Cabello, Adam Feeney, Louis Bell |
| 2019 | Say It All                             | Liam Payne                                   | LP1                                                   | Liam Payne, Sandy Wilhelm, Mikkel Eriksen, Tor Hermansen |
| 2019 | Dance                                  | Westlife                                     | Spectrum                                              | Luka Kloser, Zach Skelton, Casey Smith |
| 2020 | Easier                                 | 5 Seconds of Summer                          | Calm                                                  | Charlie Puth, Louis Bell, Ali Tamposi, Andrew Watt |
| 2020 | Teeth                                  | 5 Seconds of Summer                          | Calm                                                  | Luke Hemmings, Ashton Irwin, Ali Tamposi, Andrew Watt, Bernard Sumner, Carl Sturken, Evan Rogers, Peter Hook, Gillian Gilbert, Stephen Morris                                 |
| 2020 | Best Years                             | 5 Seconds of Summer                          | Calm                                                  | Luke Hemmings, Ali Tamposi, Andrew Watt, Nathan Perez |
| 2020 | Tócame                                 | Anitta                                       | –                                                     | Anitta, Arcángel, De La Ghetto, Andrés Torres, Mauricio Rengifo |
| 2020 | Bet You Wanna                          | Blackpink feat. Cardi B                      | The Album                                             | Tommy Brown, Steven Franks, Melanie Fontana, Belcalis Almanzar, Torae Carr, Jonathan Descartes                                                                                |
| 2020 | WTF Do I Know                          | Miley Cyrus                                  | Plastic Hearts                                        | Miley Cyrus, Ali Tamposi, Andrew Watt, Louis Bell |
| 2020 | Plastic Hearts                         | Miley Cyrus                                  | Plastic Hearts                                        | Miley Cyrus, Ali Tamposi, Andrew Watt, Louis Bell |
| 2020 | Angels Like You                        | Miley Cyrus                                  | Plastic Hearts                                        | Miley Cyrus, Ali Tamposi, Andrew Watt, Louis Bell |
| 2020 | Night Crawling                         | Miley Cyrus feat. Billy Idol                 | Plastic Hearts                                        | Miley Cyrus, Billy Idol, Michael Pollack, Ali Tamposi, Andrew Watt, Nathan Perez, Taylor Hawkins                                                                              |
| 2020 | What a Man Gotta Do                    | Jonas Brothers                               | –                                                     | Nick Jonas, Joe Jonas, Kevin Jonas, David Stewart, Jessica Agombar |
| 2020 | Sine from Above                        | Lady Gaga feat. Elton John                   | Chromatica                                            | Lady Gaga, BloodPop, Elton John, Axwell, Rami Yacoub, Richard Zastenker, Vincent Pontare, Sebastian Ingrosso, Johannes Klahr, Benjamin Rice, Salem Al Fakir                   |
| 2020 | Didn’t I                               | OneRepublic                                  | Human                                                 | Brent Kutzle, Zach Skelton, James Abrahart, Kyrre Gørvell-Dahll |
| 2020 | Kids Again                             | Sam Smith                                    | Love Goes                                             | Sam Smith, Ali Tamposi, Andrew Watt, Louis Bell |
| 2020 | Cry for Me                             | Twice                                        | –                                                     | Melanie Joy Fontana, Michel „Lindgren“ Schulz, A Wrigh |
| 2021 | Distorted Light Beam                   | Bastille                                     | Give Me the Future                                    | Dan Smith, Mark Crew, Marty Rod |
| 2021 | Somebody                               | Justin Bieber                                | Justice                                               | Justin Bieber, Sonny Moore, Rami Yacoub, Bernard Harvey, Ilya Salmanzadeh, Josh Gudwin, Gregory Hein                                                                          |
| 2021 | That’s What I Want                     | Lil Nas X                                    | Montero                                               | Lil Nas X, Omer Fedi, Blake Slatkin, KBeaZy |
| 2021 | Run                                    | OneRepublic                                  | Human                                                 | Brent Kutzle, John Nathaniel, Tyler Spry |
| 2021 | Distance                               | OneRepublic                                  | Human                                                 | Casey Smith, Jason Evigan, Mathieu Jomphe-Lepin |
| 2021 | Someday                                | OneRepublic                                  | Human                                                 | Brent Kutzle, Tyler Spry, Steven Mudd, Josh Varnadore |
| 2021 | Savior                                 | OneRepublic                                  | Human                                                 | Brent Kutzle, Zach Skelton |
| 2021 | Take Care of You                       | OneRepublic                                  | Human                                                 | Brent Kutzle, Eddie Fisher, John Nathaniel |
| 2021 | Forget About You                       | OneRepublic                                  | Human                                                 | Louis Bell, Andrew Watt, Ali Tamposi, Nick Mira |
| 2021 | Take it Out on Me                      | OneRepublic                                  | Human                                                 | Julia Michaels, Michael Tucker |
| 2021 | Better Days                            | OneRepublic                                  | Human                                                 | Brent Kutzle, John Nathaniel |
| 2021 | Wild Life                              | OneRepublic                                  | Human                                                 | Brent Kutzle, John Nathaniel |
| 2021 | Ships + Tides                          | OneRepublic                                  | Human                                                 | Brent Kutzle, Noel Zancanella |
| 2021 | Lose Somebody                          | OneRepublic                                  | Human                                                 | Kyrre Gørvell-Dahll, Philip Plested, Jacob Torrey, Morten Ristorp, Alexander Delicata, Alysa Vanderheym                                                                       |
| 2022 | Dope                                   | John Legend feat. JID                        | Legend                                                | John Stephens, Destin Route, Charlie Puth, Ian Kirkpatrick |
| 2022 | Strawberry Blush                       | John Legend feat. Free Nationals             | Legend                                                | John Stephens, José Rios, Ron Avant, Kelsey Gonzales, Matthew Merisola, Drew Love, Melvin Moore                                                                               |
| 2022 | Guy Like Me                            | John Legend                                  | Legend                                                | John Stephens, Andrew DeRoberts |
| 2022 | All She Wanna Do                       | John Legend feat. Saweetie                   | Legend                                                | John Stephens, Diamonté Harper, Michawl Pollack, Jake Torrey, Tia Scola, Jeff Halavacs, Larrance Dopson, Stefan Johnson, Jordan K. Johnson, Zach Skelton                      |
| 2022 | Wonder Woman                           | John Legend                                  | Legend                                                | John Stephens, Connor McDonough, Riley McDonough, Toby McDonough, Ryan Daly, Castle, Curtis Mayfield                                                                          |
| 2022 | Honey                                  | John Legend feat. Muni Long                  | Legend                                                | John Stephens, Priscilla Hariston, Melanie Fontana, Gregory Hein, Bernard Harvey, Steven Franks, Michael Schulz                                                               |
| 2022 | Fake Love Don't Last                   | Machine Gun Kelly feat. Iann Dior            | Mainstream Sellout                                    | Colson Baker, Travis Barker, Omer Fedi, Nick Long, Keegan Bach, Michael Olmo                                                                                                  |
| 2022 | 10:35                                  | Tiësto & Tate McRae                          | Drive                                                 | Tijs Verwest, Scott Harris, Amy Allen, Peter Rycroft, Tate McRae |
| 2023 | Weapons                                | Ava Max                                      | Diamonds & Dancefloors                                | Amanda Ava Koci, Melanie Fontana, Michael Schultz, Madison Love, Cirkut |
|      | Dropkick                               | &Team                                        | First Howling: Now                                    | Grant Boutin, David Stewart, Soma Genda, Temma Tai, Jamesy Minimal |
|      | The Girls                              | Blackpink                                    | –                                                     | Jennie, Rosé, Melanie Fontana, Danny Chung, Michel „Lindgren“ Schulz, Madison Love                                                                                            |
|      | I Want That                            | (G)I-DLE                                     | Heat                                                  | Melanie Fontana, Michel „Lindgren“ Schulz, Madison Love |
|      | Not My Fault                           | Reneé Rapp featuring Megan Thee Stallion     | Mean Girls                                            | Reneé Rapp, Megan Thee Stallion, Alexander 23, Billy Walsh, Jasper Harris, Jeff Richmond, Nell Benjamin                                                                       |
|      | Vulgar                                 | Sam Smith & Madonna                          | –                                                     | Sam Smith, Madonna, Ilya Salmanzadeh, Omer Fedi, Henry Walter, James Napier                                                                                                   |
|      | Cut My Hair                            | Tate McRae                                   | Think Later                                           | Tate McRae, Amy Allen, Jasper Harris |
|      | Greedy                                 | Tate McRae                                   | Think Later                                           | Tate McRae, Amy Allen, Jasper Harris |
|      | Run for the Hills                      | Tate McRae                                   | Think Later                                           | Tate McRae, Amy Allen, Jasper Harris, Grant Boutin |
|      | Hurt My Feelings                       | Tate McRae                                   | Think Later                                           | Tate McRae, Amy Allen, Jasper Harris, Grant Boutin |
|      | Stay Done                              | Tate McRae                                   | Think Later                                           | Tate McRae, Amy Allen |
|      | Exes                                   | Tate McRae                                   | Think Later                                           | Tate McRae, Tyler Spry |
|      | Think Later                            | Tate McRae                                   | Think Later                                           | Tate McRae, Amy Allen, Jasper Harris |
|      | Guilty Conscience                      | Tate McRae                                   | Think Later                                           | Tate McRae, Ilya Salmanzadeh, Savan Kotecha, Amy Allen |
|      | Want That Too                          | Tate McRae                                   | Think Later                                           | Tate McRae, Amy Allen, Jasper Harris, Tyler Spry |
|      | Welcome to New York (Taylor's Version) | Taylor Swift                                 | 1989 (Taylor's Version)                               | Taylor Swift |
|      | I Know Places (Taylor's Version)       | Taylor Swift                                 | 1989 (Taylor's Version)                               | Taylor Swift |
|      | Do It Like That                        | Tomorrow X Together                          | The Name Chapter:Freefall                             | Grant Boutin, Coleton Rubin |
|      | Back for More (TXT Ver,)               | Tomorrow X Together                          | The Name Chapter:Freefall                             | Slow Rabbit, Tyler Spry |
| 2024 | Fire                                   | Leony, Meduza & OneRepublic                  | Artificial Paradise (Deluxe Edition) / Oldschool Love | Leonie Burger, Simone Giani, Luca De Gregorio, Brent Kutzle, Tyler Spry, Josh Varnadore, Mattia Vitale, Vitali Zestovskih                                                     |
| 2024 | Mistake                                | Mimi Webb                                    | –                                                     | Tyler Spry, Mimi Webb, Casey Smith |
| 2024 | Play                                   | Justin Timberlake                            | Everything I Thought It Was                           | Justin Timberlake, Michael Pollack, Floyd Nathaniel Hills, Federico Vindver, Zack Skelton, Andrew DeRoberts                                                                   |
| 2024 | II Most Wanted                         | Beyoncé & Miley Cyrus                        | Cowboy Carter                                         | Beyoncé Knowles-Carter, Miley Cyrus, Michael Pollack |
| 2024 | We Made It Look Easy                   | Bon Jovi                                     | Forever                                               | Jon Bon Jovi, Andrew DeRoberts, Nick Long |
| 2024 | Seeds                                  | Bon Jovi                                     | Forever                                               | Jon Bon Jovi, Sean Douglas, Michael Pollack |
| 2024 | Rockstar                               | LiSA                                         | Alter Ego                                             | Lisa, Brittany Amaradio, James Essien, Lucy Healey, Sam Homaee |
| 2024 | Debut                                  | Katseye                                      | SIS (Soft Is Strong)                                  | Tyler Spry, Grant Boutin, Omer Fedi |
| 2024 | It’s OK I’m Ok                         | Tate McRae                                   | So Close to What                                      | Tate McRae, Ilya Salmanzadeh, Savan Kotecha |
| 2024 | 2 Hands                                | Tate McRae                                   | So Close to What                                      | Tate McRae, Amy Allen, Peter Rycroft |
| 2025 | Easy Lover                             | Miley Cyrus                                  | Something Beautiful                                   | Miley Cyrus, Omer Fedi, Michael Pollack |
| 2025 | Rapunzel                               | LiSA feat. Megan Thee Stallion               | Alter Ego                                             | Lisa, Megan Pete, Sam Homaee, Gregory Hein, Carly Gilbert |
| 2025 | Lifestyle                              | LiSa                                         | Alter Ego                                             | Lisa, Grant Boutin, Abby Keen, James Essein |